# 퍼거슨 젱킨스
퍼거슨 아서 젠킨스(Ferguson Arthur Jenkins, CM, 1942년 12월 13일 ~)는 전 캐나다 출신의 프로 야구 선수이자 코치이다. 그는 1965년부터 1983년을 통하여 필라델피아 필리스, 시카고 컵스, 텍사스 레인저스와 보스턴 레드삭스를 위하여 메이저 리그 베이스볼의 투수였다.
젱킨스는 컵스를 위하여 자신 경력의 다수를 활약하였다. 그는 3개의 시즌을 위하여 내셔널 리그와 컵스의 올스타였고, 1971년 그는 사이 영 상을 수상하는 데 캐나다인과 컵스의 투수 처음이었다. 그는 컵스를 위하여 6연속 시즌을 포함한 7개의 시즌을 위하여 20개의 경기 우승자였다. 그는 1971년 우승에서 내셔널 리그의 지도력 선수였고, 3년 후 아메리칸 리그에서 우승의 지도력 선수였다. 그는 또한 1967년, 1970년과 1971년 완료 경기에서 내셔널 리그의 지도력 선수였고, 1974년 완료 경기에서 아메리칸 리그의 지도력 선수이기도 하였다. 그는 1969년 스트라이크아웃에서 내셔널 리그를 이끌었고, 자신의 경력 동안 3,000개 이상의 스트라이크아웃을 가졌다.
젱킨스는 1967년부터 1968년까지 할렘 글로브트로터스를 위하여 오프 시즌에 농구를 하기도 하였으며, 자신의 메이저 리그 경력에 이어 마이너 리그의 런던 메이저스를 위하여 캐나다에서 2개의 시즌을 투구하였다. 1991년 젱킨스는 미국 야구 명예의 전당으로 헌액되는 데 첫 캐나다인이 되었다.

## 어린 시절
온타리오주 채텀에서 태어나 자라온 젱킨스는 퍼거슨 젱킨스 시니어와 들로레스 잭슨의 단 하나의 자식이었다. 모친이 온타리오주 남서부에 정착하기 전에 지하철도를 통하여 탈출한 미국 노예들의 자손이었던 동안 요리사와 운전사인 부친은 바베이도스에서 온 이민자의 아들이었다. 그의 부모는 둘다 좋은 운동 선수였으며, 그의 부친은 아마추어 권투 선수이자 채텀 유색인 올스타를 위한 세미프로 야구 선수였다.
재능있는 선수인 젱킨스는 자신의 고등학교에서 육상, 아이스하키와 농구에 나가 5번이나 우수하였다. 그는 자신의 10대 시절 밴텀 야구를 시작할 때 1루수로서 출발하였다. 그는 지방 탄광에서 온 석탄의 조각들을 던지면서 자신의 투구 실력들을 갈아 열린 얼음 수로 혹은 전달하는 유개화차에 표적을 삼았다. 그는 또한 지속적으로 시카고 컵스의 마이너 리그 조직에서 전 유격수 진 지아두라와 필라델피아 필리스의 스카우트에 의하여 자신의 투구에 일하는 데 용기를 얻었다. 젱킨스가 고등학교를 졸업할 때까지 2개 사이에 많은 훈련 회기들이 따라졌다.

## 프로 야구

### 메이저 리그 베이스볼 경력

#### 초기 시즌들
1962년 젱킨스는 필라델피아 필리스의 스카우트 토니 루카델로에 의하여 계약이 맺어졌다. 1965년 22세의 나이로 젱킨스는 구원 투수로서 자신의 메이저 리그 데뷔를 이루었다. 이듬해 그는 투수들 래리 잭슨과 밥 불을 위하여 아돌포 필립스와 존 헌스타인과 더불어 시카고 컵스로 이적되었다. 젱킨스는 메이저 리그에서 최고 투수들 중에 하나가 되었다. 1967년 컵스를 위하여 출발 선수로서 자신의 첫 완전한 해에 젱킨스는 2.80의 방어율과 236개의 스트라이크아웃을 게시하는 동안 20개의 우승을 기록하였다. 그는 사이 영 상 투표에서 샌프란시스코 자이언츠의 마이크 맥코믹을 따라 2위를 위하여 동등하게 끝냈다. 그는 또한 그 시즌에 처음으로 올스타 경기를 위하여 선발되기도 하였다.
이듬해 그의 수들은 향상되었으며 다시 한번 그는 20개의 경기를 우승하였고, 그의 방어율은 2.63으로 떨어지고 그의 스트라이크아웃 총수는 260개로 증가하였다. 젱킨스는 시카고에 있는 타자들의 구장 리글리 필드에서 자신의 경력 투구의 대부분을 보내는 동안 자신의 투구 업적들과 통계치들을 이룬 것으로 평판을 설립하였다. 더욱 나가서 1968년 젱킨스는 1 대 0의 구기에서 자신의 출발 경기들 중 5개를 패하였다.

#### 1971년 시즌
1971년 젱킨스는 자신의 최고 시즌을 가졌다. 그해 4월 6일 젱킨스는 컵스의 오프닝 데이 경기를 출발하였다. 리글리 필드에서 컵스는 10개의 이닝에서 세인트루이스 카디널스를 2 대 1로 꺾었다. 젱킨스는 컵스를 위하여 완료 경기를 투구하였고, 빌리 윌리엄스는 승리를 위하여 최종 이닝에서 홈런을 쳤다. 9월 1일 젱킨스는 몬트리올 엑스포스를 상대로 또다른 완료 경기를 투구하고, 2개의 홈런을 가졌다. 컵스는 경기를 5 대 2로 우승하였다. 그는 6 승 1 패의 기록, 2.14의 방어율과 49개의 스트라이크아웃과 함께 7월 자신 경력에서 단 한번을 위하여 "이번 달의 내셔널 리그 선수"로 임명되었다.
그 시즌에 젱킨스는 38개의 출발 경기 중 30개에서 완료 경기를 투구하였고, 그 중에 37개에서 결정을 받아 24 승 13 패의 기록과 끝냈다. 그는 325개의 이닝을 가로질러 263개의 스트라이크아웃에 37명 만의 타자들을 1루에 걸어가게 하였다. 젱킨스는 또한 .478의 장타율을 게시하여 6개의 홈런을 치고, 115개 만의 타석에서 20개의 득점에 몰아냈다.
젱킨스는 그해 사이 영 상을 수상하였다. 젱킨스는 사이 영 상을 수상하는 데 첫 컵스의 투수와 첫 캐나다인이 되었다(퀘벡주 출신의 에릭 가녜는 그 업적을 배합하는 데 다른 단한명의 캐나다인이다). 그는 24개의 1위 투표들 중 17개를 받았다. 그는 뉴욕 메츠의 투수 톰 시버에 의한 몇몇의 통계적 분류들에서 투구가 이겨졌으나 젱킨스는 타자와 친근적인 리글리 필드에서 투구하였고, 시버는 투수와 친근적인 셰이 스타디움에서 일하였다.

#### 후기의 시즌들
1972년 젱킨스는 20개 혹은 이상의 우승과 함께 자신의 6연속 시즌을 완료하였다. 이어진 시즌의 중반에 의하여 젱킨스는 자신이 더 이상 야구를 하는 느낌이 들지 않았다고 표현하였다. 젱킨스는 시즌을 끝냈으나 14 승 16 패의 기록을 기재하였다.
시즌 후, 젱킨스는 텍사스 레인저스로 이적되었다. 레인저스의 감독 빌리 마틴은 이적과 함께 기뻐하여 젱킨스를 꾸준한 일꾼과 우승자로서 묘사하였다. 1974년 젱킨스는 시즌 동안 개인 최고의 25개 우승을 달성하여 아직도 보유되고 있는 레인저스의 프랜차이즈 기록을 세웠다. 그는 자신 경력에서 2번째로 사이 영 상 투표에서 매우 가까운 투표에 캣피쉬 헌터에 밀려 2위를 하였고, 놀랍게도 젱킨스는 사실 MVP 투표에서 헌터에 앞섰으며 MVP 지도부에 그의 5위는 그의 경력에서 최고 기록이었다. 그는 "올해의 아메리칸 리그 복귀 선수"로 임명되었다.
젱킨스는 1980년 5월 23일 오클랜드 애슬레틱스를 상대로 자신의 250번째 우승을 이루었다. 그해 후반 토론토에서 관세 조사가 있는 동안 젱킨스는 3.0 그램의 코카인, 2.2 그램의 마취제와 1.75 그램의 마리화나를 소유한 것으로 찾아졌다. 응답에서 9월 8일 커미셔너 보위 쿤은 그를 무기한으로 출장 정지 시켰다. 하지만 젱킨스의 출장 정지는 전례가 없는 활동에서 독립적 중재인 레이먼드 구츠가 출장 정지를 전복시키고 그를 복직 시키기 전에 2주 밖에 가지 못하였고, 그는 리그에 돌아왔다. 결국적으로 그가 재판으로 갔을 때 판사는 어떤 증거들의 부족으로 그에게 절대 면직을 주었다. 젱킨스는 1983년 시즌에 이어 자신의 은퇴까지 활동에 남아있으면서 사건을 위하여 메이저 리그 베이스볼에 의하여 더욱 나가서 처벌을 받지 않았다. 그 일은 이 사건이 야구 명예의 전당으로 그의 헌액을 연기한 것을 암시하였다.

### 캐나다 야구

#### 마이너 리그
젱킨스는 1983년 메이저 리그 베이스볼에서 은퇴 후 캐나다에서 지속적으로 프로 야구를 하였고, 온타리오주 런던에서 운영된 국가간의 메이저 베이스볼 리그의 마이너 리그 팀 런던 메이저스를 위하여 2개의 시즌을 투구하였다.

## 야구 이후
젱킨스는 윈저-리버사이드의 구에서 1985년 온타리오주 총선에 온타리오 자유당을 위하여 나갔으나 신민주당의 데이브 쿡에게 밀려 3위를 하였다.

## 유산
젱킨스는 5번이나 9개의 이닝에 가장 적은 볼넷, 9번이나 완료 경기와 7번이나 허용된 홈런에서 2번이나 우승(1971년, 1974년)에서 리그를 이끌었다. 그는 한번 스트라이크아웃(1969년 273개와 함께)에서 리그를 이끌었다. 20개 혹은 이상의 우승과 그의 6연속 시즌은 워런 스판이 1956년과 1961년 사이에 업적을 상연한 이래 메이저 리그에서 장기적 연속이다.
젱킨스, 같은 컵스 선수 그레그 매덕스, 커트 실링과 페드로 마르티네스는 1,000개의 볼넷보다 적으면서 3,000개 이상의 스트라이크아웃을 기록하는 데 여태까지 단 4명의 투수들이다. 로빈 로버츠와 제이미 모이어 만이 젱킨스보다 경력에 더 많은 홈런을 허용하였다. 1982년 5월 25일 젱킨스는 게리 템플턴에 자신의 3,000번째 스트라이크아웃을 달성하였다.
그는 하나의 시즌에 최소한 20개의 우승과 함께 한 투수들의 단체 12 블랙 에이시스의 강타자로 숙고되었다.

## 영예와 수상

2009년 시카고 컵스에 의하여 영구 결번된 젱킨스의 등번호 31

1974년 당시 레인저스와 함께 한 젱킨스는 캐나다의 최고 선수들에게 해마다 주어진 상 루 마시 트로피를 수상하는 데 첫 야구 선수가 되었다. 그는 또한 4번이나 "커네이디언 프레스 올해의 남자 선수"(1967년, 1968년, 1971년, 1974년)로 임명되기도 하였다.
젱킨스는 1987년 캐나다 야구 명예의 전당으로 헌액되었고, 1991년 뉴욕주 쿠퍼스타운에서 미국 야구 명예의 전당으로 선출되는 데 처음이자 마지막 캐나다 선수가 되었다. 1991년 토론토에서 열린 메이저 리그 베이스볼 올스타 경기는 젱킨스에게 봉납되었고, 그는 대비경기 식전을 마감하는 데 의식적 첫 투구를 던졌다. 젱킨스는 1995년 온타리오주 스포츠 명예의 전당으로 헌액되었고, 2001년 캐나다 명예의 거리에 헌액되었다. 그는 2003년 이제 현존하지 않는 캐나다 야구 리그의 커미셔너로 임명되었으며, 리그의 젱킨스 컵은 리그가 망하면서 없어졌고, 그 이래 여태까지 놓쳐져 왔다. 그는 2004년 텍사스 레인저스 명예의 전당으로 헌액되었다. 2011년 온타리오주 스포츠 명예의 전당은 그 일종의 이벤트들 혹은 온타리오주에서 스포츠의 오랜 역사를 장식한 당시 특별한 순간들을 기념하는 데 그의 영예에 퍼거슨 젱킨스 유산 상을 창조하였다.
1979년 12월 17일 그는 "캐나의 최고로 알려진 메이저 리그 베이스볼의 선수"로 지내온 공로소 캐나다 훈장의 일원으로 만들어졌다. 총독 미카엘 장은 2007년 5월 4일 결국적으로 일어난 훈장으로 그의 수여에 사회하였으며, 그가 임명된 지 27년 만이었다. 2009년 5월 3일 시카고 컵슨은 젱킨스와 매덕스 둘다의 명예에 등번호 31을 영구 결번 시켰다. 2010년 12월 13일 캐나다 우편국은 캐나다에서 그의 소유의 우표에 젱킨스가 명예를 얻으리라고 공고하였다. 그 우표는 2011년 흑인 역사의 달을 기념하는 데 발행되었다.

## 같이 보기
- 3000 탈삼진 클럽